# Amplexus
En biologia s'anomena amplexus l'acoblament sexual propi dels amfibis anurs. Els anurs gairebé sempre tenen una fecundació externa i s'efectua a l'aigua. En ser exterior no hi ha penetració.
L'amplexus pot ser axil·lar o inguinal, és a dir, és quan els mascles subjecten les femelles per les axil·les o per la zona de l'engonal. El mascle desenvolupa unes callositats dures que li permeten una millor subjecció de la femella durant l'aparellament, tenint en compte que el tegument dels amfibis és humit i llefiscós.
La femella pon els ous a l'aigua, en cordons, com fan els gripaus, o en paquets, com fan les granotes; i presenten unes dimensions i unes formes que són característicament diferents, segons a la família o a l'espècie a què pertanyin. El mascle es limita a anar ejaculant espermatozoides sobre els ous.